# Cheryl (énekesnő)
Cheryl Ann Tweedy (Newcastle upon Tyne, 1983. június 30. –) angol R&B és pop énekesnő, táncos, dalszövegíró és televíziós személyiség.

## Élete
2002-ben vált híressé, miután a Popstars: The Rivals című televíziós műsorban szerepelt. Cheryl helyet nyert a Girls Aloud elnevezésű csapatba. A csapat tagjaként húsz top 10-es, köztük négy első helyezett kislemezt, öt platinaalbumot adott ki, emellett öt Brit Awards díjat nyert 2005 és 2010 között. 2009-ben a csapat megnyerte a "Best Single" (Legjobb kislemez) díjat a The Promise című dal miatt. 2009-ben az együttes bejelentette, szünetet tartanak, mely óta Cheryl két albumot adott ki: 3 Words (2009) és Messy Little Raindrops (2010). Mindkét nagylemez első helyezett lett az Egyesült Királyságban. Néhány slágert, köztük két első helyezettet adott ki: Fight for This Love és Promise This. Fernandez-Versini ???harmadik nagylemezét, az A Million Lights-ot 2012. június 18-án adja ki, első kislemezével, mely a Call My Name címet kapta. Cheryl-t később fényképészeti ikonként is felfedezték. Többek között a Vogue Elle és Harper's Bazaar magazinnak készültek róla képek. 2009-ben és 2010-ben az FHM nemzetközi internetes szavazásán a világ legszexibb nőjének választották. Cheryl 2006 júliusában férjhez ment Ashley Cole angol labdarúgóhoz. 2010 szeptemberében viszont elváltak. 2014-ben hozzáment Jean-Bernard Fernandez-Versini-hez, akivel 2016 októberben külön váltak. 2017 márciusában megszületett első gyermeke, akinek édesapja Liam Payne.
Cheryl 2008-ban lett a The X Factor mentora. A műsor alatt kétszer nyert, Alexandra Burke és Joe McElderry előadókkal. 2011-ben bejelentették, Cheryl kilép a brit műsorból, helyette az amerikai verzióban folytatná a szereplést. Viszont rövidesen kiderült, mégsem szerepelhet a műsorban. A hírt június 6-án jelentették be. Mike Darnell jelentette be Fernandez-Versini távozását.

## Diszkográfia
- 3 Words (2009)
- Messy Little Raindrops (2010)
- A Million Lights (2012)
- Only Human (2014)